# Papër
Papër è una frazione del comune di Elbasan in Albania (prefettura di Elbasan).
Fino alla riforma amministrativa del 2015 era comune autonomo, dopo la riforma è stato accorpato, insieme agli ex-comuni di Bradashesh, Funarë, Gjergjan, Gjinar, Gracen, Labinot Fushë, Labinot Mal, Shirgjan, Shushicë, Tregan e Zavalinë a costituire la municipalità di Elbasan.

## Località
Il vilalggio comprende le seguenti località:
- Paper
- Broshke
- Murras
- Valas
- Vidhas
- Pajun
- Bizhute
- Paper-Sallak
- Vidhas -Hasgjel
- Lugaj
- Jatesh
- Balldre
- Ullishta